# 丽卡·萨利宁
丽卡·萨利宁（芬蘭語：Riikka Sallinen，1973年6月12日—），芬兰女子冰球运动员。她曾代表芬兰参加1998年、2002年、2014年和2018年冬季奥林匹克运动会冰球比赛，共获得二枚铜牌。